# Wermutkraut
(Gemeiner) Wermut, Echt-Wermut oder Wermutkraut (Artemisia absinthium L.), auch Bitterer Beifuß oder Alsem, ist eine Pflanzenart in der Gattung Artemisia aus der Familie der Korbblütler (Asteraceae).

## Beschreibung

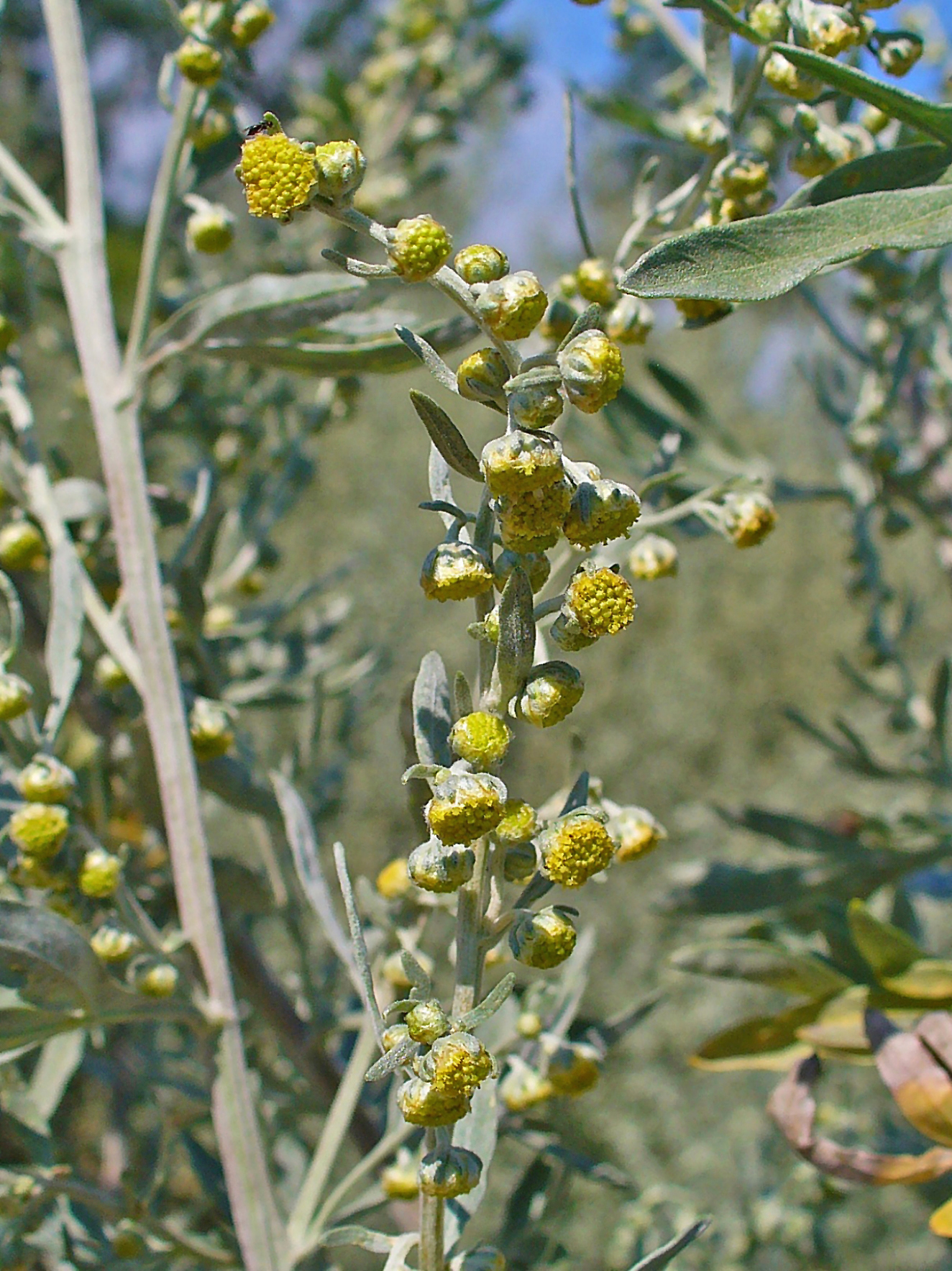
Artemisia absinthium, Blütenstand

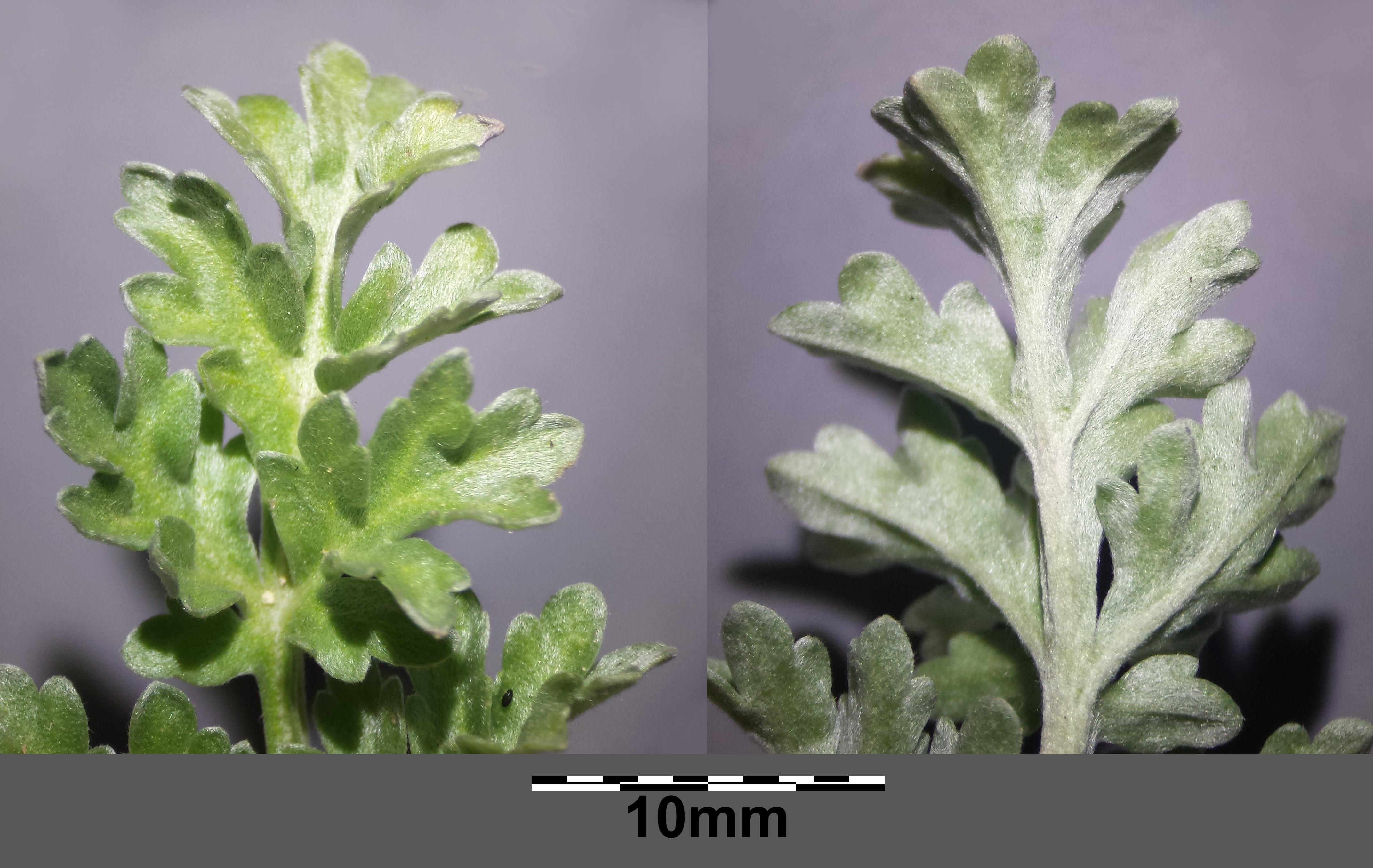
Laubblatt (Ober- und Unterseite)

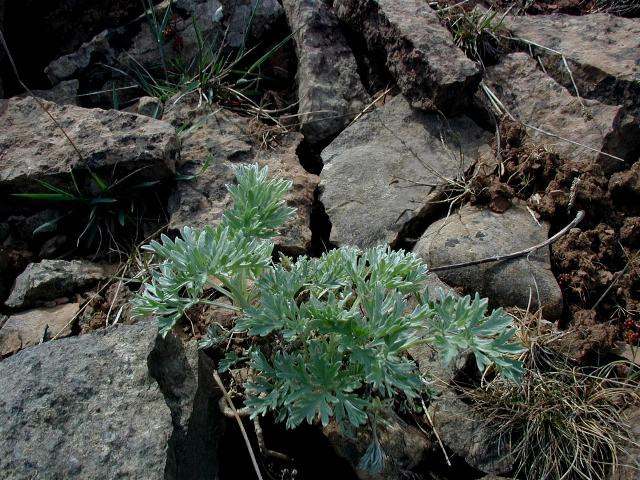
Wermut im Kaukasus

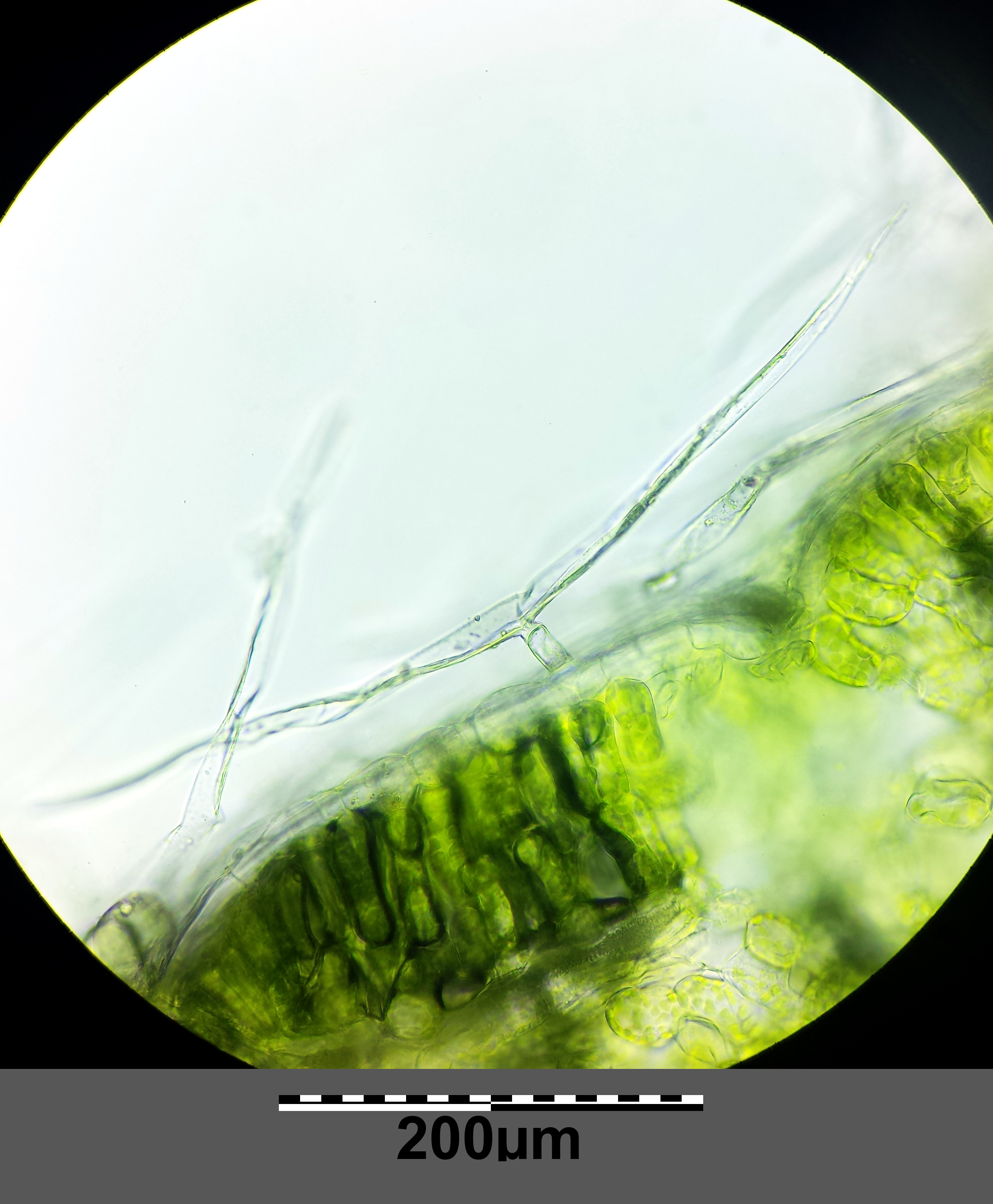
Laubblatt-Querschnitt mit T-Haar auf der Epidermis

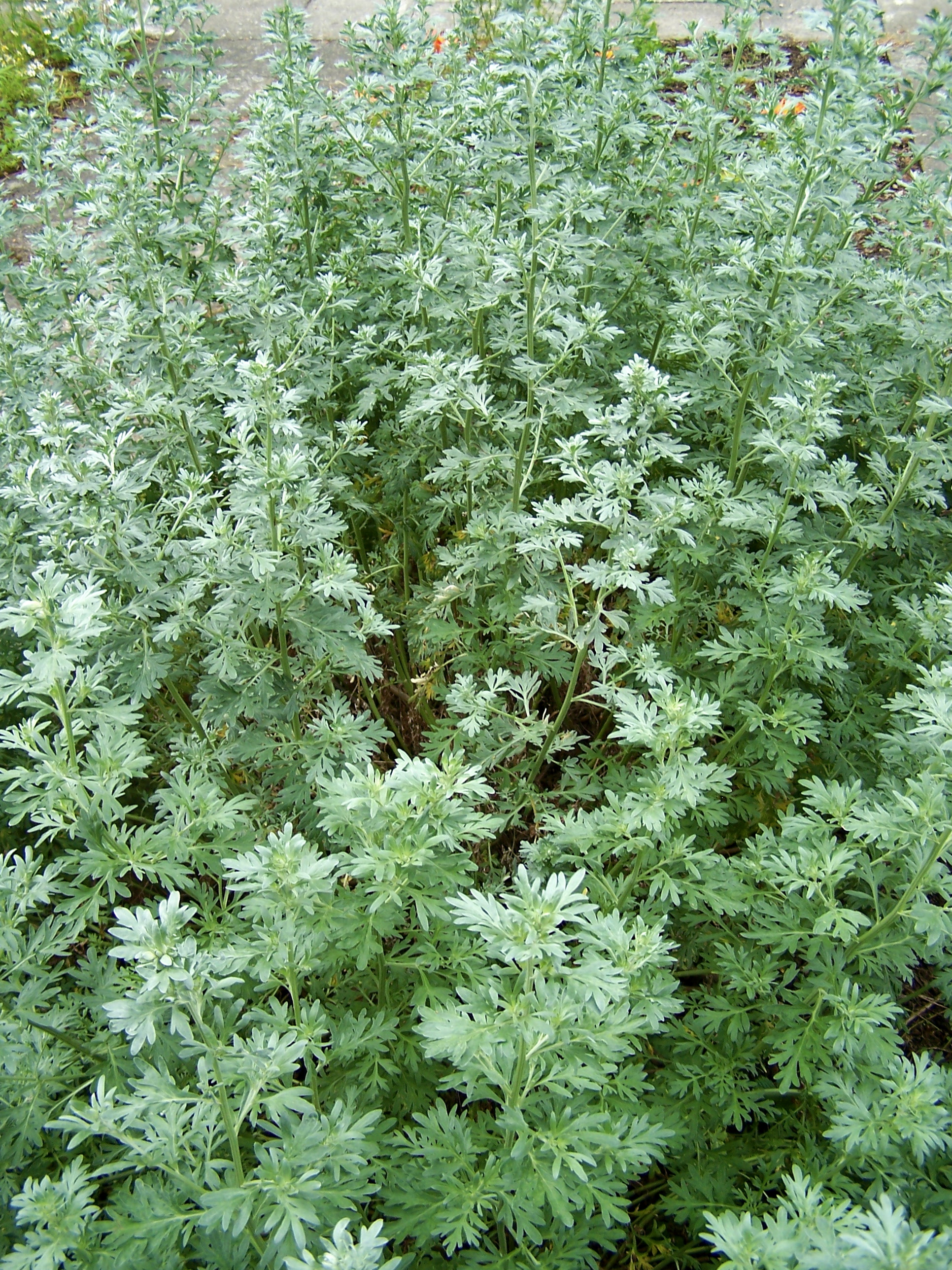
Wermut (Artemisia absinthium), Habitus

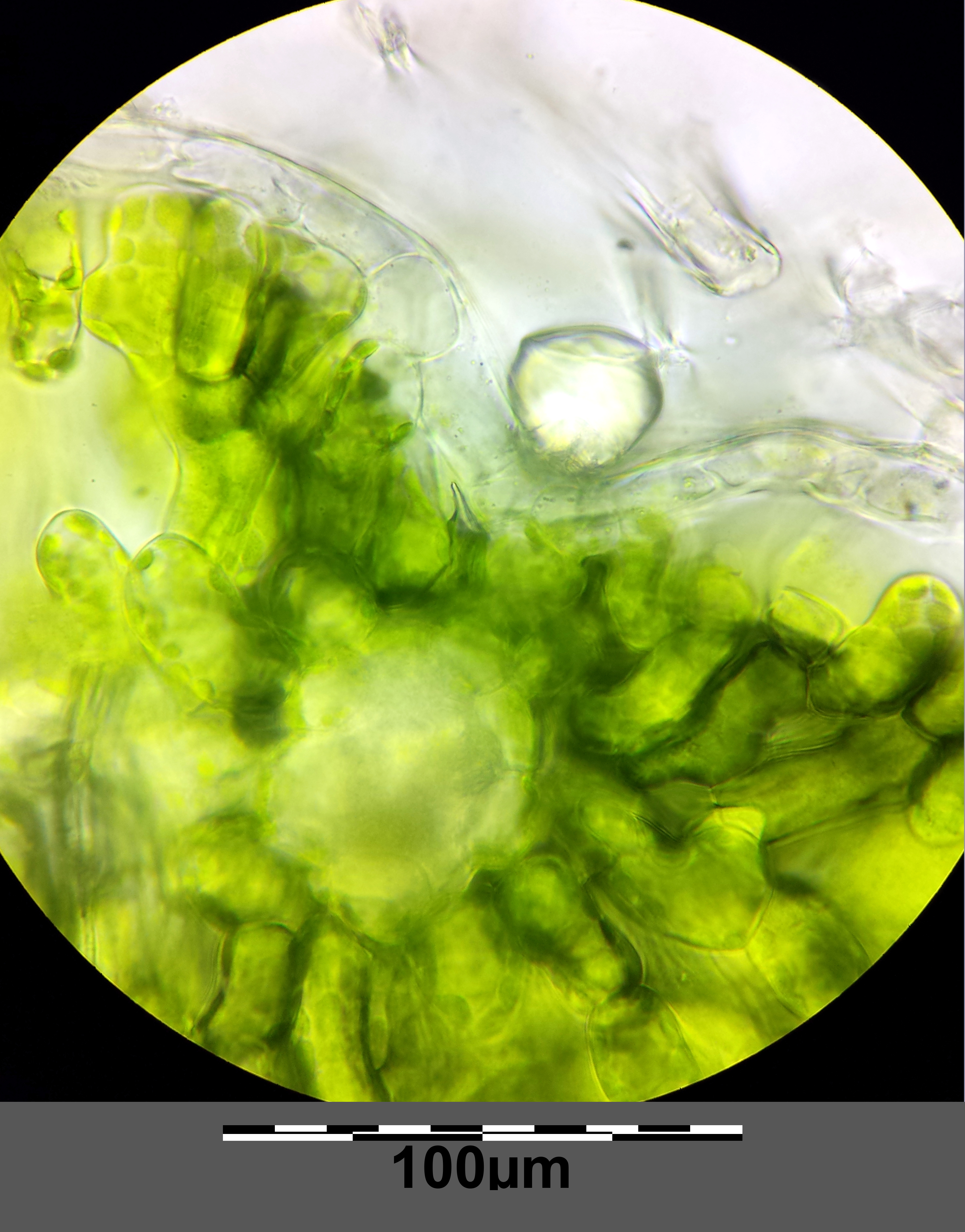
Laubblatt-Querschnitt mit eingesenkter Öldrüse auf der Epidermis

### Vegetative Merkmale
Der Wermut ist eine ausdauernde, meist krautige Pflanze mit Wuchshöhen von 40 bis 60, gelegentlich bis 150 Zentimetern. Die Pflanze erscheint oberirdisch gräulich-grün und duftet stark aromatisch. Aus einem waagerecht wachsenden Rhizom gehen die aufrechten, dicht beblätterten Sprossen hervor, die am Grund manchmal verholzen und sich im oberen Bereich mehrfach verzweigen. Die Sprossachsen sind leicht gestreift, weisen sehr kleine punktförmige Öldrüsen auf und sind dicht anliegend behaart von kleinen, zweischenkligen, angedrückten Haaren silbergrau oder nahezu unbehaart. Die Stängel sind meist aufrecht, ästig und reich beblättert.
Die unteren Blätter weisen 4 bis 12 Zentimeter lange Blattstiele und eine 8 bis 15 Zentimeter lange und 4 bis 8 Zentimeter breite, in 2 bis 3 Lappen je Seite gespaltene Blattspreite auf. Die oberen Blätter sind kürzer gestielt bis fast sitzend und weisen weniger sowie stärker lanzettlich geformte Lappen auf. Die Blätter im Bereich des Blütenstands sind klein, sitzend und dreilappig oder ungeteilt. Die Blattoberseiten sind dicht behaart.

### Generative Merkmale
Die Blüten sitzen in kurz gestielten, hängenden Köpfchen. Die zahlreichen Köpfchen bilden zusammen einen bis zu 30 Zentimeter langen, pyramidenförmigen, rispenartigen Blütenstand. Die Köpfchen sind breit kugelig, etwa 3 bis 4 Millimeter lang und fast ebenso breit.
Die Hüllblätter sind außen dicht seidig behaart; sie sind an der Spitze abgerundet. Die äußeren Hüllblätter sind lineal-länglich, die inneren sind eiförmig, stumpf und durchsichtig häutig berandet. Der Blütenboden ist rauhaarig.  Die einzelnen Röhrenblüten sind gelb mit 1 bis 2 Millimeter langen Kronröhren. Bei den äußeren, 9 bis 20 rein weiblichen Blüten haben sie zwei Spitzen; bei den 30 bis 50 zwittrigen Blüten im Inneren des Köpfchens fünf Spitzen. Bei den Randblüten treten die Griffelschenkel weit aus der Blüte. Die Früchte sind eiförmige bis zylindrische, etwa 1,5 Millimeter lange Achänen.
Die Chromosomenzahl beträgt 2n = 18.

## Ökologie
Als ausdauernde Pflanze wird der Wermut meist nur 3 bis 10 Jahre alt.

## Vorkommen
Wermut kommt ursprünglich im gemäßigten Eurasien, in Indien, Marokko und Algerien vor. Er wächst bevorzugt auf trockenen oder auf sandig-tonigen Böden in der Nähe von Wasserläufen und steigt in Höhen bis zu 3500 Meter. Er ist in Mitteleuropa eine Charakterart der Ordnung Onopordetalia, kommt aber auch in Gesellschaften der Klasse Agropyretea vor. In Nordamerika wurde der Wermut eingeführt und kommt in sich selbst erhaltenden Populationen vor. In Mitteleuropa steigt er im Kanton Wallis bis 2200 Meter und wurde am Bahnhof Ospizio Bernina in 2309 Metern Meereshöhe beobachtet.
Die ökologischen Zeigerwerte nach Landolt et al. 2010 sind in der Schweiz: Feuchtezahl F = 2 (mäßig trocken), Lichtzahl L = 4 (hell), Reaktionszahl R = 4 (neutral bis basisch), Temperaturzahl T = 4 (kollin), Nährstoffzahl N = 4 (nährstoffreich), Kontinentalitätszahl K = 4 (subkontinental).
Die alteingebürgerten Vorkommen des Wermut in allen Bundesländern Österreichs werden als häufig bis selten angegeben.

## Inhaltsstoffe
Wermutkraut enthält mit 0,15 bis 0,4 % eine hohe Konzentration an Bitterstoffen aus der Gruppe der Sesquiterpenlactone, darunter Absinthin mit 0,2 bis 0,28 % als Hauptkomponente. Daneben kommen Artabsin, Matricin, Anabsinthin und andere Stoffe vor.
Das ätherische Öl enthält über 60 Komponenten, insbesondere Thujon (hauptsächlich (+)-β-Thujon neben wenig (−)-α-Thujon), sowie trans-Sabinylacetat und Lavandulylacetat. Daneben enthält es cis-3-Hexenol, α-Pinen, Sabinen, Myrcen, p-Cymol, 1,8-Cineol, trans-Sabinol, Lavandulol, Terpinen-4-ol, Nerol, Geraniol, Geranylacetat, Geranylpropionat und γ-Cadinen. In anderen Untersuchungen wurden (+)-Isothujon, Thujylalkohol und dessen Ester, Chamazulen, weitere Mono- und Sesquiterpene, sowie verschiedene Flavonoide nachgewiesen; kleinere Mengen an Polyacetylenen werden vermutet.

## Verwendung
Wermut wird seit der Antike als Heilpflanze eingesetzt. Ihm wurden zahlreiche Wirkungen zugeschrieben, darunter die Förderung von Appetit, Verdauung und Menstruation sowie Hilfe bei Kopfschmerzen, Gelbsucht und Entzündungen. Auch als Abtreibungsmittel (Abortivum) ist Wermut bekannt. Im alten Griechenland war die Pflanze der jungfräulichen Jagdgöttin Artemis geweiht, in Ägypten, wo sie auch als Liebeszauber eingesetzt wurde, der Fruchtbarkeitsgöttin Bastet. Im Mittelalter wurde der Einsatz von Wermut, lateinisch genannt auch absinthium domesticum, als Heilpflanze unter anderem von Hildegard von Bingen ausführlich beschrieben, die vor allem die äußerlichen Anwendungen betonte. Daneben wurde Wermut zur Abwehr von Mäusefraß an Büchern in Schreibtinte verwendet und gegen Motten in Kleiderschränke gehängt. Er galt außerdem als wirksames Abwehrmittel gegen Hexerei und dämonische Einflüsse und wurde bei verschiedenen Ritualen sowie in Kräutermützen gegen Schlaflosigkeit eingesetzt.
Auch heute wird eine Wirksamkeit zur Appetitanregung, bei Beschwerden des Verdauungstraktes, wie Gastritis oder Blähung, zur Anregung der Leberfunktion sowie bei krampfartigen Störungen des Darm- und Gallenwegbereichs vermutet. Die verdauungsfördernde Wirkung wird dabei auf die enthaltenen Bitterstoffe zurückgeführt. Verwendet werden Bruchstücke der Zweigspitzen blühender Pflanzen (Absinthii herba bzw. Herba Absinthii). Diese werden in verschiedenen kommerziell erhältlichen Phytopharmaka als wässrige oder wässrig-alkoholische Auszüge verarbeitet oder können als Tee zubereitet werden.

Thujon

Nebenwirkungen können bei starker Überdosierung oder der Verwendung alkoholischer Extrakte auftreten und gehen auf die toxische Wirkung des Thujons zurück. Sie können Benommenheit, Erbrechen, Bauchschmerzen und in schweren Fällen Nierenschäden und Störungen des Zentralnervensystems umfassen. Wässrige Auszüge enthalten im Gegensatz zu alkoholischen relativ geringe Mengen an Thujon. Das reine ätherische Öl wird aufgrund des Thujongehalts von bis zu 40 % nicht medizinisch verwendet.
Neben der Verwendung als medizinische Droge kann Wermut auch als verdauungsförderndes Gewürz zu fetten Speisen verwendet werden.
Wermut ist Bestandteil des Absinth, eines alkoholischen Getränks mit Auszügen von Wermut, Fenchel, Anis und Melisse, das besonders im 19. Jahrhundert beliebt wurde und aufgrund des Thujongehalts und der vermuteten gesundheitsschädlichen Wirkung zeitweise in verschiedenen europäischen Ländern verboten war. Wermutkrautextrakte werden auch verwendet zur Herstellung des Getränks Wermut, eines mit Gewürzen und Kräutern aromatisierten und aufgespriteten Weins.
Im Pflanzenschutz wird Wermutjauche verwendet.

## Bezeichnung

### Etymologie
Wermut (früher auch Wermuth), über mittelhochdeutsch wërmuot von althochdeutsch wër(i)muota („Beifuß, Wermut, Artemisia absinthium“), ist ein westgermanisches Wort unbekannter Herkunft. Zugrundeliegen könnte (wie in „Werwolf“) althochdeutsch wër („Mann, Mensch“) mit Suffix -ōti („versehen mit“) und Angleichung an althochdeutsch muot („Mut, Gesinnung“).
Der englische Name wormwood (wörtlich ‚Wurmholz‘) ist eine volksetymologische Umdeutung des altenglischen Namens wermod und deutet darauf hin, dass man dem Wermut anti-parasitäre Eigenschaften als „Wurmmittel“ zuschrieb. Andere Namensformen wiederum sind (wohl ebenfalls volksetymologisch) an warm angelehnt wegen der „wärmenden“ Eigenschaft des Wermutabsudes.

### Übertragene Bedeutung
In symbolischer oder poetischer Sprache steht Wermut auch für Bitterkeit und Trauer. Der Ausdruck Wermutstropfen beschreibt etwas, was zwischen Schönem doch etwas schmerzt und den positiven Gesamteindruck etwas beeinträchtigt, so wie ein Tropfen Wermut einem süßen Getränk eine Spur Bitterkeit verleiht.
Wermut wird mehrmals im Alten Testament erwähnt, immer in bildlicher Verwendung. Ein dramatisches Beispiel für die Bedeutung „Quelle der Bitterkeit“ findet man im letzten Buch der Bibel, der Offenbarung des Johannes im Neuen Testament (8,11.12): Der dritte Engel blies seine Posaune und ein Stern namens Wermut fiel vom Himmel ins Wasser, worauf sich ein Drittel des Wassers in bitteren Absinth wandelte und viele Menschen an dem Bitterwasser starben.

### Wissenschaftlicher Name
Der lateinische Name Artemisia absinthium deutet auf die Namensgeberschaft der antiken Göttin Artemis (griechischer Name der Diana) hin. Pseudo-Apuleius, Autor eines Kräuterbuchs aus dem 5. Jahrhundert, schreibt: „eines der Kräuter, das wir als Artemisia bezeichnen und von denen gesagt wird, dass Diana sie fand und dem Zentauren Chiron verabreichte, der sie wiederum Diana zu Ehren nach ihr benannte“ (de virtutibus herbarum 10). Absinthium ist die lateinische Bezeichnung für Wermut.

### Trivialnamen
Im deutschsprachigen Raum werden oder wurden für diese Pflanzenart, zum Teil nur regional, auch die weiteren folgenden Trivialnamen verwendet: Alahsan (althochdeutsch), Als (mittelhochdeutsch), Bittrer Aelz (Eifel, Altenahr), Alsa (Hessen an der unteren Schwalm bei Wabern), Alsam (Eifel), Alse (mittelhochdeutsch), Alsem (Rhein, Eifel, mittelhochdeutsch), Alsen (mittelhochdeutsch), Alsey (mittelhochdeutsch), Alssem, Berzwurz, Biermersch (Siebenbürgen), Birmet (Wetterau), Bitterals (Eifel), Els (mittelhochdeutsch), Else (Oberhessen), Elsene, Eltz (mittelhochdeutsch), Fremata, Grabekraut (Schlesien), Hilligbitter (Bremen), Märmöi (Altmark), Marmude (niederdeutsch), Pardehan (Rendsburger Apotheke), Vermoth, Wärmeden (Ruhla), Warmken, Wärmod (Altmark), Weige, Weramote (althochdeutsch), Werbmut und Werenmut (mittelhochdeutsch), Werimuota, Wermede (Hessen), Wermet (Schweiz), Wermide, Wermoet, Wermörte (alle mittelhochdeutsch), Wermoite (mittelniederdeutsch), Wermot (mittelniederdeutsch), Wermpten (Sachsen), Wermuda, Wermude, Wermuot, Weronmuth, Wermut, Wiegenkraut, Wiermerth (Siebenbürgen), Wiermuta (mittelhochdeutsch), Wörm (Holstein), Wörmd (Holstein), Wörmete (Hamburg), Wörmide, Wörmken (Hamburg, Holstein), Wörmö (Altmark), Wörmt (Mecklenburg), Wormiota (althochdeutsch), Wormken, (Unterweser, Göttingen), Wräömt (südliche Altmark) sowie Wrämbk, Wrämp, Wrämt, Wremp (alle Schleswig-Holstein) und Wurmet (Schweiz).

## Geschichte

### Historische Abbildungen

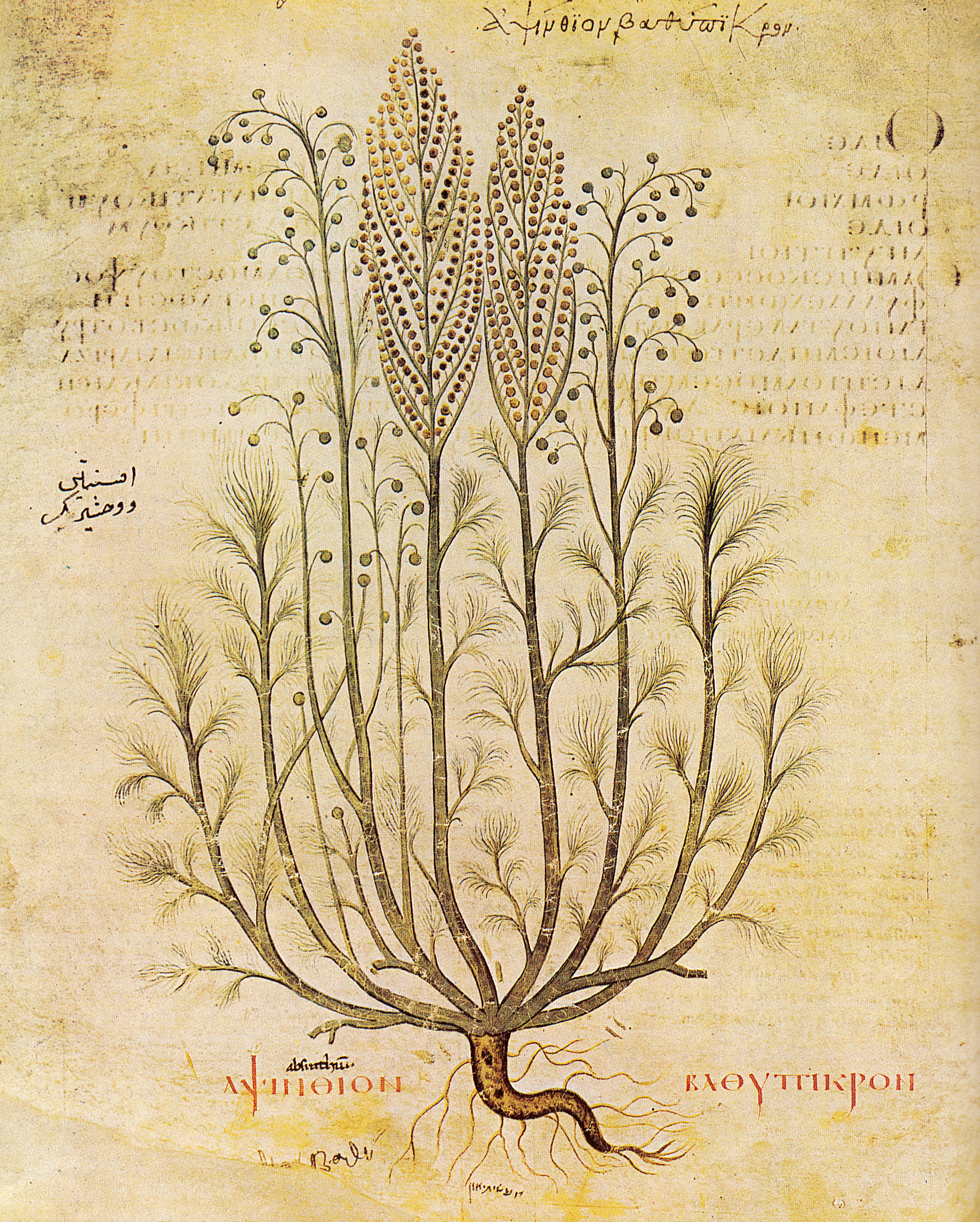
Wiener Dioskurides ..... 6. Jahrhundert
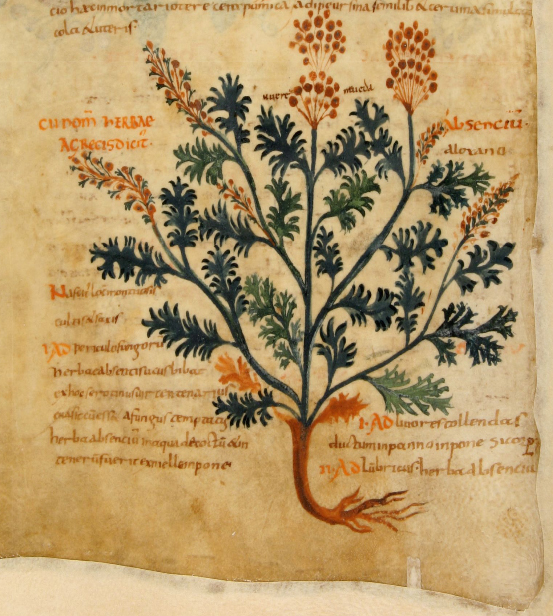
Pseudo-Apuleius Kassel 10. Jahrhundert
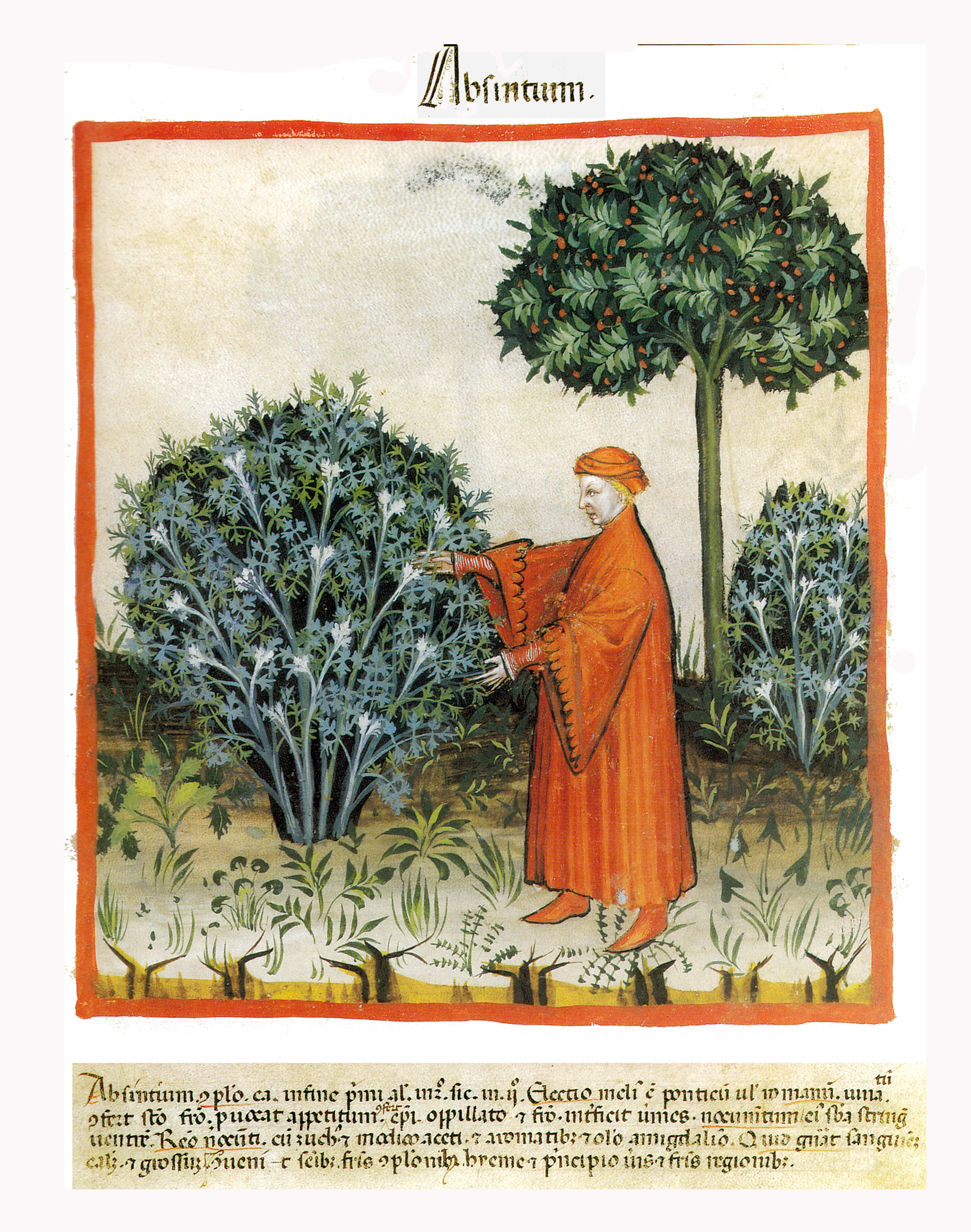
Abdul ibn Butlan ......... 14. Jahrhundert
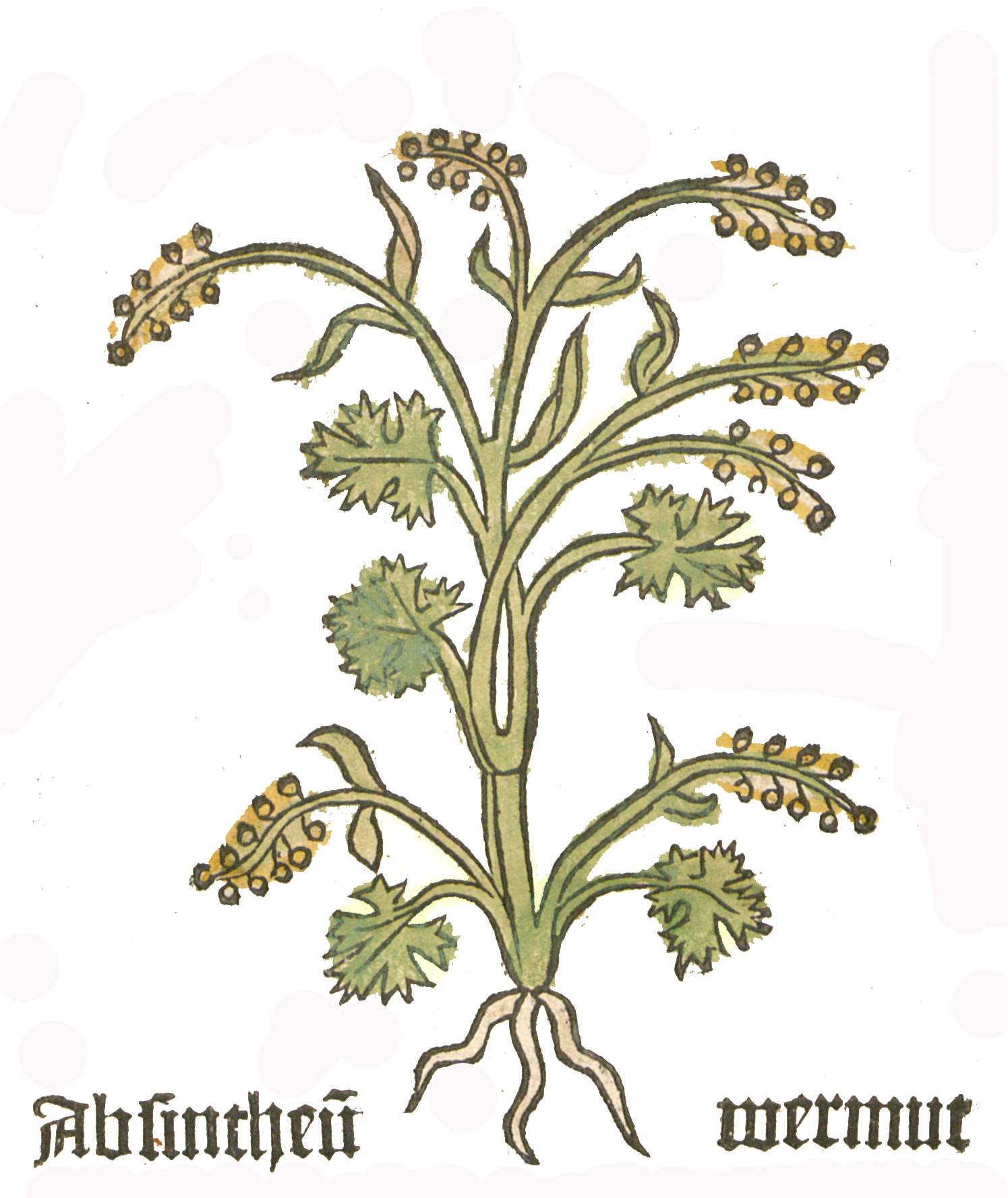
Herbarius Moguntinus 1484
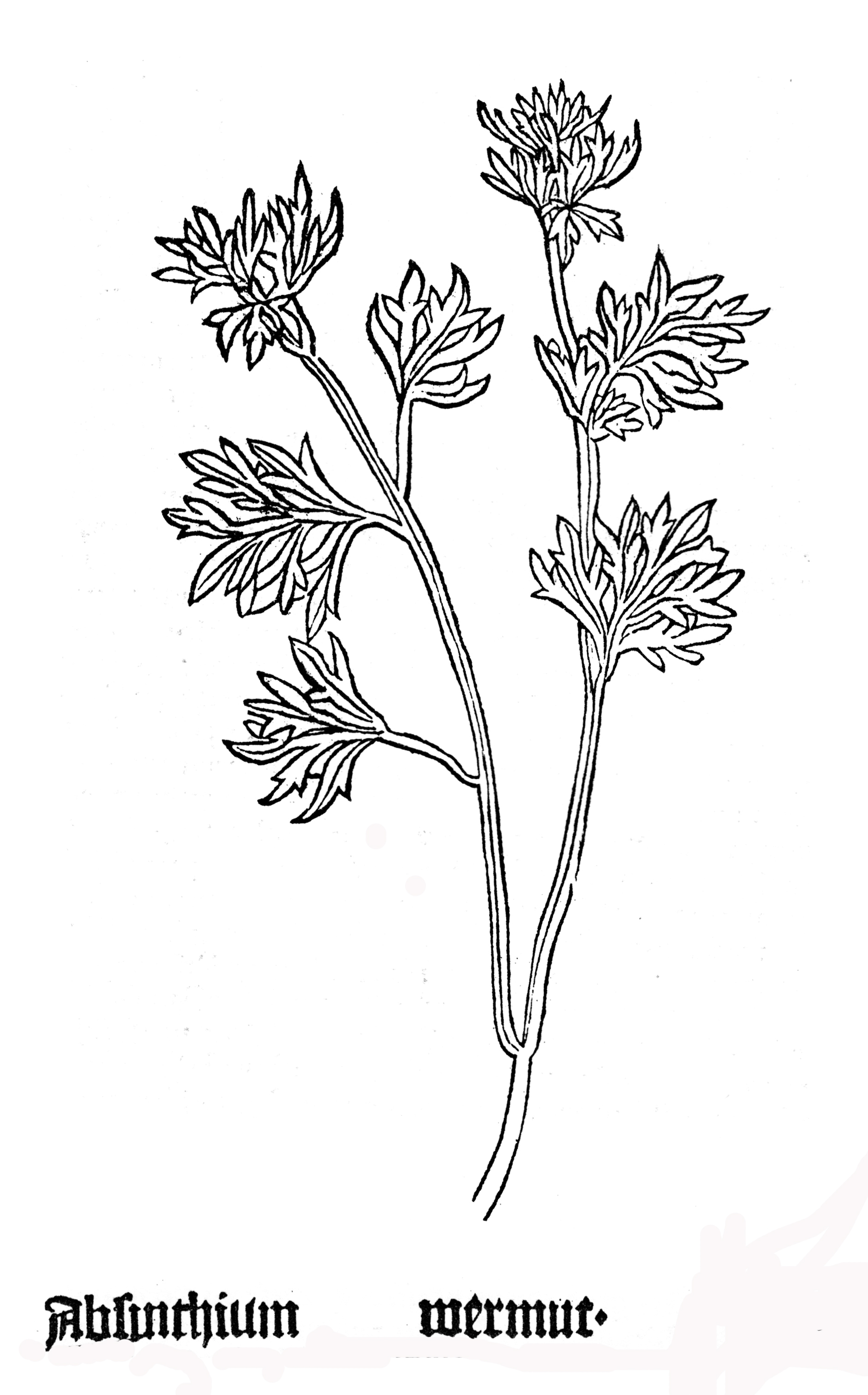
Gart der Gesundheit 1485
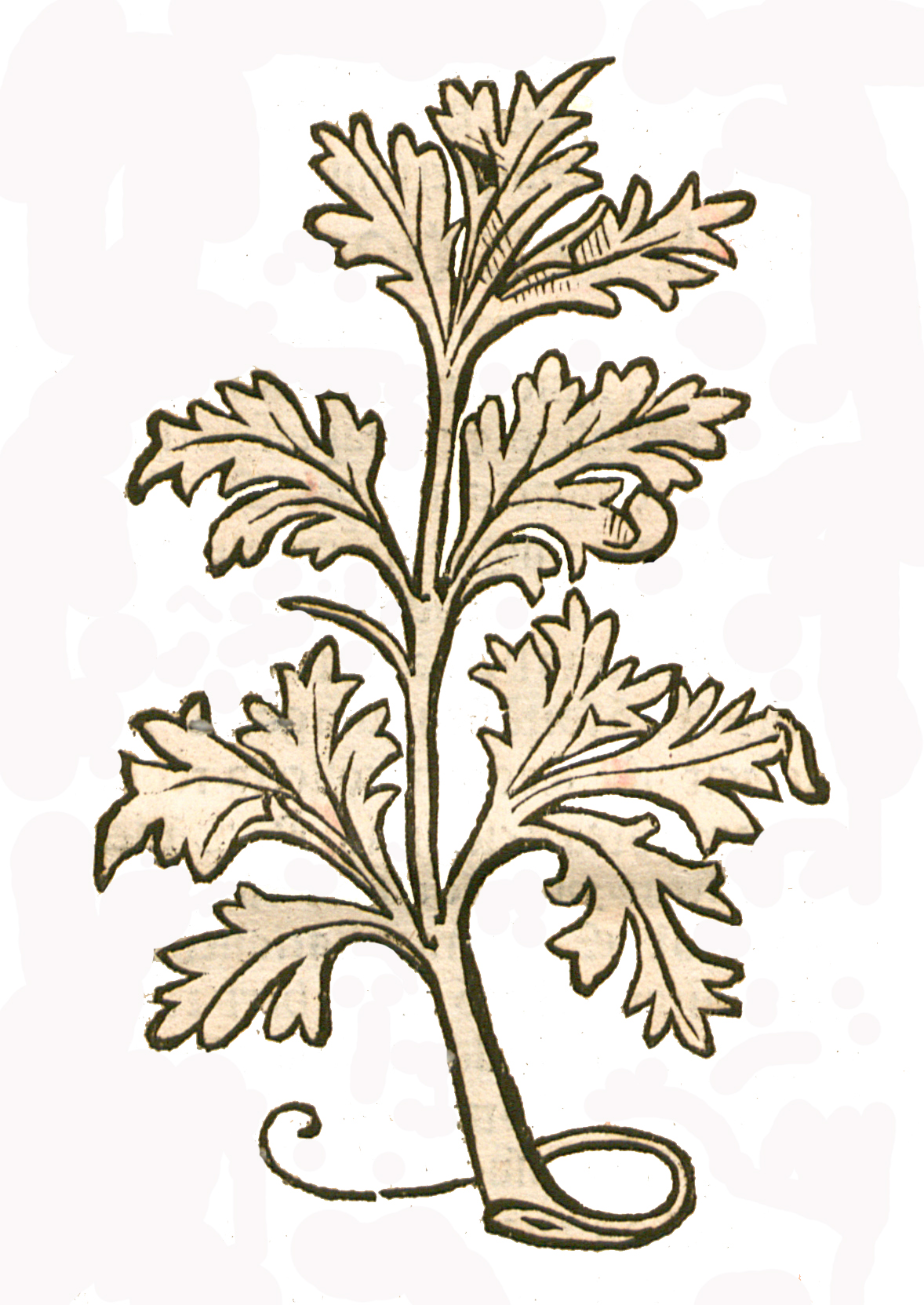
Hortus sanitatis ........ 1491
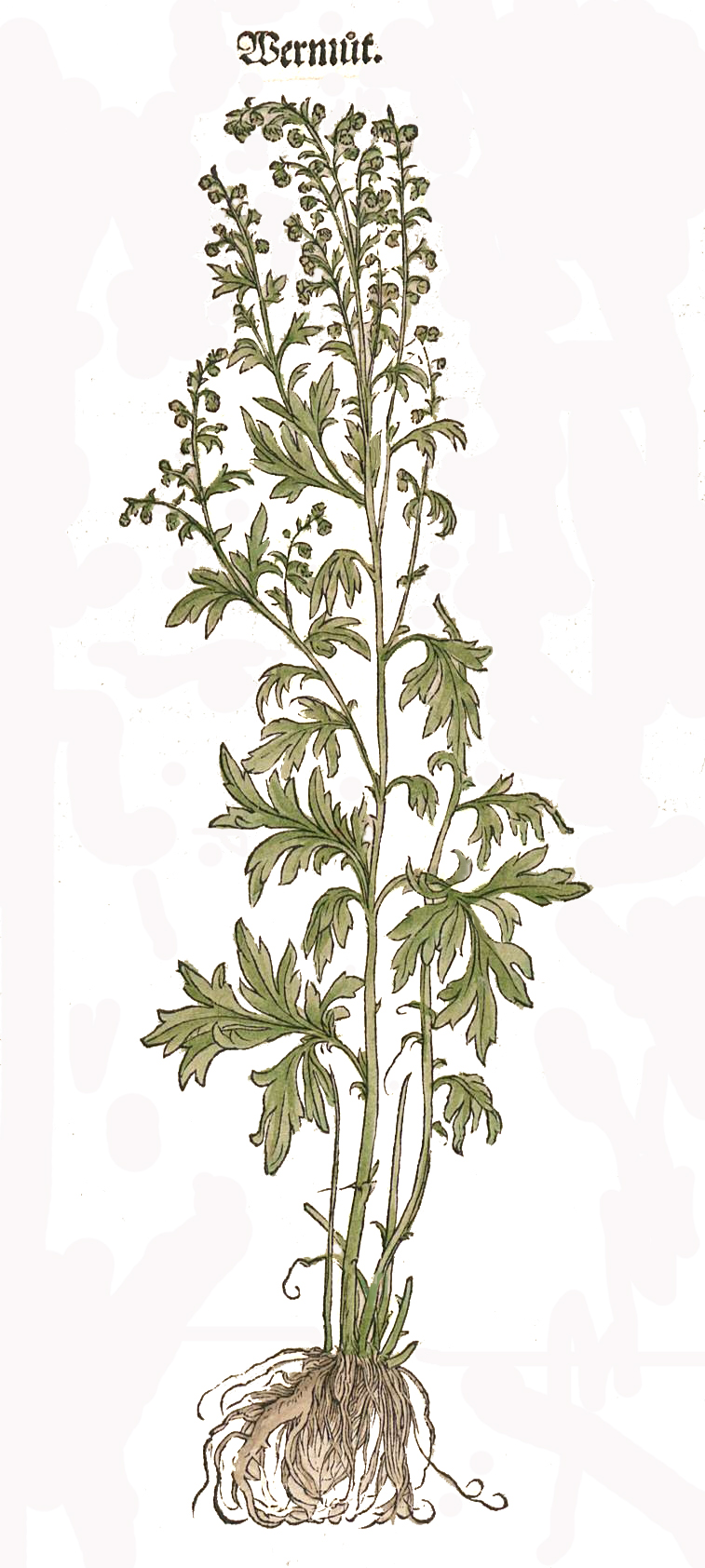
Otto Brunfels 1537
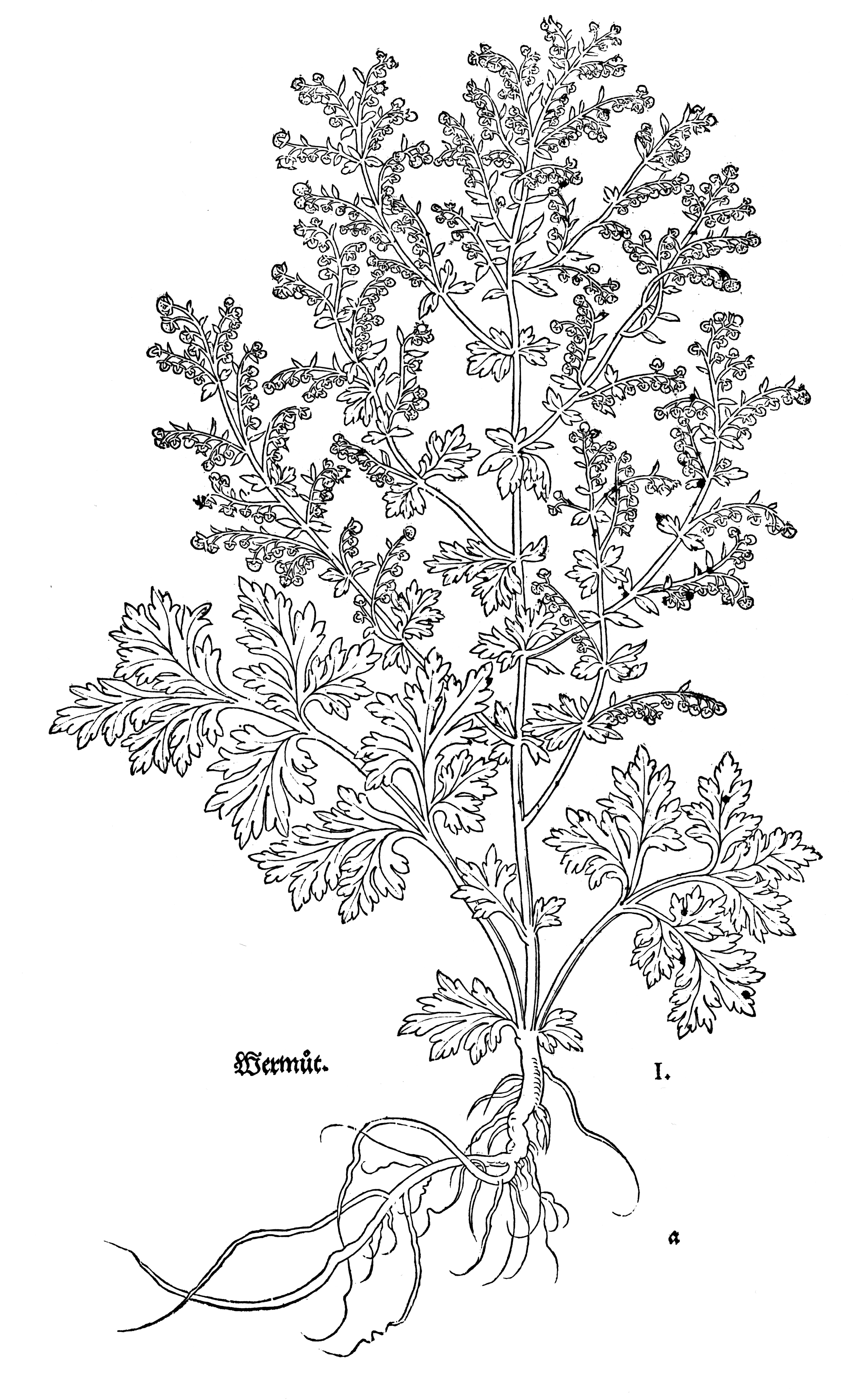
Leonhart Fuchs 1543
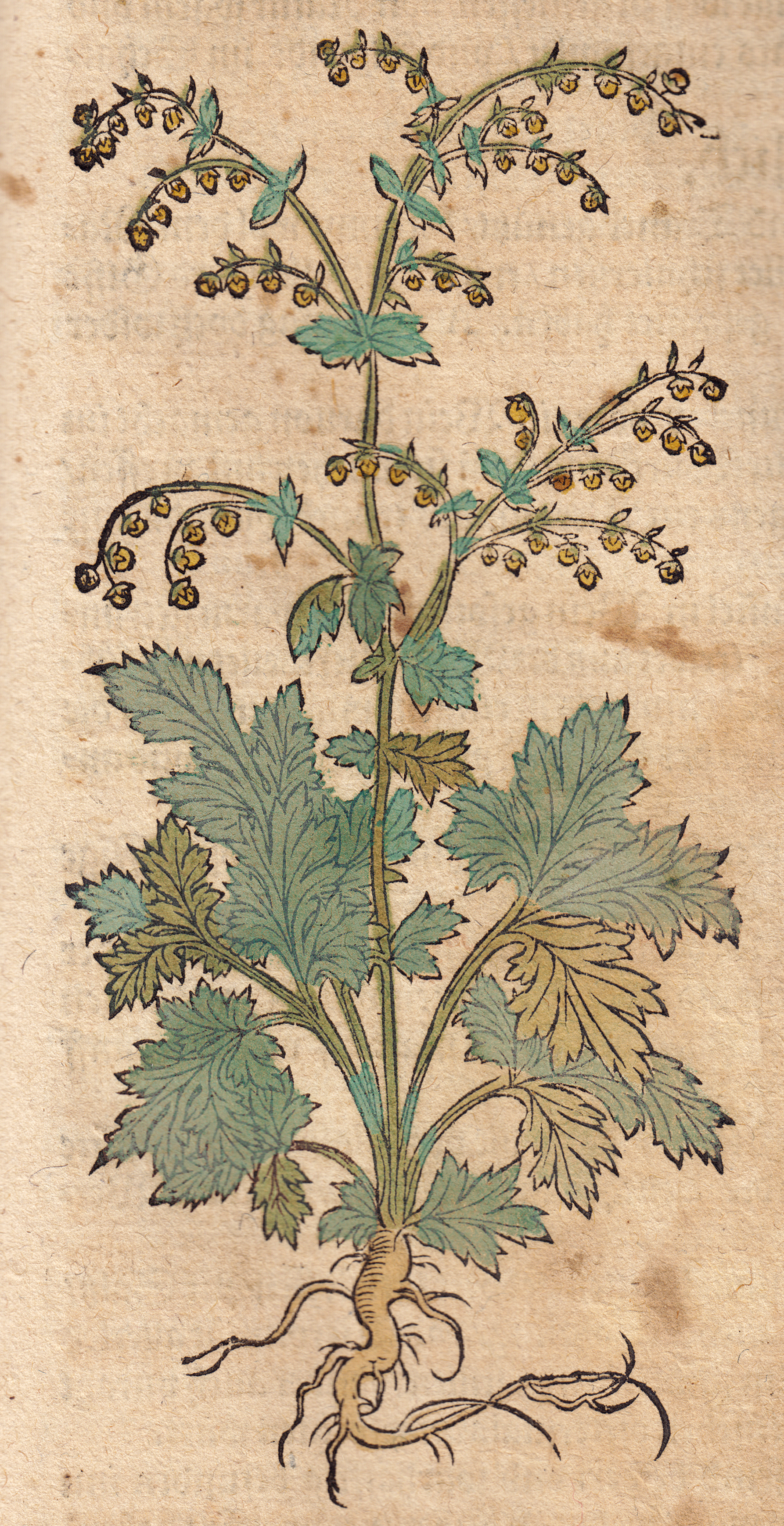
Hieronymus Bock 1546

## Heraldik
Das Wermutsblatt ist auf dem Wappen von Wermutshausen abgebildet. Die Blasonierung lautet: In Gold ein grünes Wermutsblatt.

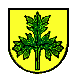
Wappen von Wermutshausen